# Таценки (зупинний пункт)
Таце́нки — пасажирський зупинний пункт Київської дирекції Південно-Західної залізниці.
Розташований неподалік від села Таценки Обухівської міськради Київської області на лінії Київ-Деміївський — Миронівка між станціями Нові Безрадичі (4 км) та Трипілля-Дніпровське (7 км). Відстань від станції Київ-Пасажирський — 40 км.
Лінія, на якій розташовано платформа, відкрита в першій половині 1980-х років. Платформа виникла на межі 1990-2000-х років (2002 року вона вже існувала).